# Бернхард фон Валдек
Бернхард фон Валдек (на немски: Bernhard von Waldeck; * 1561, Ландау; † 11 март 1591, Ибург) е епископ на Оснабрюк (1585 – 1591).

## Живот
Той е най-малкият син на граф Йохан I фон Валдек († 1567) и съпругата му графиня Анна фон Липе (1529 – 1590), дъщеря на граф Симон V фон Липе († 1536) и втората му съпруга Магдалена фон Мансфелд-Мителорт († 1540). Племенник е на предишния епископ Франц фон Валдек (1488 – 1553).
Бернхард фон Валдек става през 1585 г. епископ на Оснабрюк. Той умира на 10 март 1591 г. в Ибург, резиденция на епископите на Оснабрюк, и е погребан там в манастирската църква.